# ناکس دیل-مریول وارد
ناکس دیل-مریول وارد (انگلیسی: Knoxdale-Merivale Ward) یا بخش نه یک بخش شهرداری در اتاوا، انتاریو، کانادا است.